# Ethnomanagement
Ethnomanagement ist die Konstruktion einer Identität durch eine Minderheit oder Mehrheitsgesellschaft oder andere äußere Institutionen.

## Begriff
Mit dem Fragenkomplex Ethnomanagement beschäftigt sich ein vom Österreichischen Fonds zur Förderung der wissenschaftlichen Forschung (FWF) gefördertes Forschungsprojekt an der Universität Graz unter dem Kulturanthropologen Klaus-Jürgen Hermanik und dem Zeitgeschichtsforscher Eduard Staudinger, die der Situation von Minderheiten und dem Leben an Grenzen bereits mehrere Arbeiten gewidmet haben und sich dabei am Begriff „Identitätsmanagement“ orientierten. 
Anfang der 1980er Jahre wurde dieser Begriff vom Schweizer Soziologen Christian Giordano publiziert und von Kulturanthropologen, Historikern und Wissenschaftlern verwandter Disziplinen nach und nach erweitert und angereichert. Allerdings ist der Begriff Identitätsmanagement mittlerweile von der Informationstechnologie besetzt und wird meist im Zusammenhang mit der Verwaltung von Benutzerdaten mit Anonymität und Pseudoanonymität verwendet. Als „Erweiterung von Identitätsmanagement und zugleich Konkretisierung“ bevorzugen die Wissenschaftler daher die Begriffe Ethnomanagement und Ethnizität als Werkzeug zur Beschreibung einer Minderheit: „zwei Schlüsselbegriffe in einer Zeit zunehmender Globalisierung zur Untersuchung sozialer Veränderungen“, so Staudinger.

## Beispiele
Hermanik und Staudinger führten „Beispiele aus dem Ethnomanagement der Siebenbürger Sachsen und der Ungarndeutschen“ an. Die Transformation in Südosteuropa habe zu einer Besinnung auf die eigene ethnische Gruppe und damit zu einer neuen Selbstverortung geführt. Während bei den Ungarndeutschen vor allem die Sprache als ethnischer Marker funktioniere, sei dies bei den Siebenbürger Sachsen die Religion. Im Ethnomanagement beider Minderheiten lasse sich die Strategie nachweisen, am kulturellen Erbe festzuhalten, um Assimilations- und Akkulturationsprozesse abzuwehren.
Die unterschiedlichen Nationenbildungen im südöstlichen Europa, die sich vom 19. Jahrhundert bis in die Gegenwart ereignen, bilden ein Themenfeld, das einerseits explizit beforscht wird und andererseits auch als wichtiges Kapitel in breitere Forschungsaufgaben integriert ist. Ähnlich gelagert sind die weitläufigen Bezüge der Ethnizitätsforschung, ohne die sich eine Analyse der genannten Nationsbildungen nicht mehr vorstellen ließe, da sich im südöstlichen Europa eine Interdependenz von politischen Handlungen und ethnischen Markern herausgestellt hat. Durch die Analyse dieser Zusammenhänge vermag die Konstruiertheit von Ethnizität und Nation deutlich sichtbar gemacht werden. Die konkrete 
Beschäftigung mit den Akteuren und Akteurinnen in den einzelnen ethnischen und nationalen Gruppen ist eines der Hauptmotive bei der Erforschung des Ethnomanagements.